# Зауэрталь
Зауэрталь (нем. Sauerthal) — община в Германии, в земле Рейнланд-Пфальц. 
Входит в состав района Рейн-Лан. Подчиняется управлению Лорелай.  Население составляет 204 человека (на 31 декабря 2010 года). Занимает площадь 3,57 км².